# Tyler Bates
Tyler Bates (Los Ángeles, 5 de junio de 1965) es un productor musical y compositor estadounidense de música para cine, televisión y videojuegos. Entre sus trabajos más conocidos están las bandas sonoras de las películas Halloween, Halloween II, The Devil's Rejects, Dawn of the dead, 300, Watchmen, Sucker Punch, Doomsday, See No Evil, Slither, El camino, Killer Joe, Conan el Bárbaro, The Darkest Hour, Super, Guardianes de la Galaxia, Guardianes de la Galaxia vol. 2, Deadpool 2 y John Wick: Chapter 3 - Parabellum. Actualmente es guitarrista en la banda Marilyn Manson, de la que produjo sus álbumes The Pale Emperor y Heaven Upside Down.

## Filmografía
| Año  | Película                          | Director         | Notas               |
| ---- | --------------------------------- | ---------------- | ------------------- |
| 1995 | Ballistic                         | Kim Bass         |                     |
| 1996 | Criminal Hearts                   | Dave Payne       |                     |
| 2004 | Dawn of the Dead                  | Zack Snyder      | Con Tree Adams      |
| 2004 | La muerte no miente               | Stephen Kay      |                     |
| 2005 | The Devil's Rejects               | Rob Zombie       |                     |
| 2006 | See No Evil                       | Gregory Dark     |                     |
| 2006 | 300                               | Zack Snyder      |                     |
| 2006 | Slither                           | James Gunn       |                     |
| 2007 | Halloween                         | Rob Zombie       |                     |
| 2008 | Doomsday                          | Neil Marshall    |                     |
| 2009 | Watchmen                          | Zack Snyder      |                     |
| 2009 | H2: Halloween II                  | Rob Zombie       |                     |
| 2010 | The Way                           | Emilio Estévez   |                     |
| 2010 | Super                             | James Gunn       |                     |
| 2011 | Sucker Punch                      | Zack Snyder      |                     |
| 2011 | Killer Joe                        | William Friedkin |                     |
| 2011 | Conan the Barbarian               | Marcus Nispel    |                     |
| 2011 | The Darkest Hour                  | Chris Gorak      |                     |
| 2014 | Guardianes de la Galaxia          | James Gunn       |                     |
| 2014 | John Wick                         | Chad Stahelski   | Con Joel J. Richard |
| 2016 | The Belko Experiment              | Greg McLean      |                     |
| 2017 | Guardianes de la Galaxia vol. 2   | James Gunn       |                     |
| 2017 | John Wick: Chapter 2              | Chad Stahelski   | Con Joel J. Richard |
| 2019 | John Wick: Chapter 3 – Parabellum | Chad Stahelski   | Con Joel J. Richard |